# Hana Vučko
Hana Vučko , slovenska rokometašica, * 14. november 1998, Ljubljana.
Hana Vučko je nekdanja rokometašica, ki je za slovensko reprezentanco nastopila na evropskih prvenstvih 2018 in 2020 ter na svetovnih prvenstvih 2017 in 2019.